# 正福院 (白岡市)
正福院（しょうふくいん）は、埼玉県白岡市にある真言宗智山派の寺院。

## 歴史
849年（嘉祥2年）、慈覚大師円仁によって開山された。当初は円仁の宗派である天台宗であったが、1195年（嘉祥2年）に真言宗に転宗している。本尊は円仁作とされる薬師如来である。
当院の墓地があるところは縄文時代の貝塚があり、「正福院貝塚」と呼ばれている。縄文海進における東京湾（奥東京湾）の最奥部に位置している。

## 文化財
- 正福院の宝篋印塔（白岡市指定文化財 昭和53年11月1日指定）[3]
- 正福院貝塚（白岡市指定文化財 昭和53年11月1日指定）[4]

## 交通アクセス
- 白岡駅より徒歩17分。